# Clásico San Luis - Unión La Calera
El Clásico Provincial o Clásico del Interior es un partido del fútbol chileno en donde se enfrentan San Luis de Quillota y Unión La Calera, clubes de ciudades vecinas, ambos de la Provincia de Quillota, Región de Valparaíso. San Luis juega de local en el estadio Lucio Fariña Fernández y Unión La Calera juega de local en el estadio Nicolás Chahuán Nazar.
El 5 de septiembre de 1954 se enfrentaron por primera vez en el torneo de Segunda División (actual Primera B) y finalizó con un triunfo de San Luis por 2-0. 
En Primera División se enfrentaron por primera vez el 7 de octubre de 1962, en donde Unión La Calera se impuso por 1-0.
En Tercera División se enfrentaron por primera vez el 14 de abril de 1996, en donde San Luis se impuso por 3-1.
En Copa Chile se enfrentaron por primera vez el 11 de diciembre de 1958, en donde San Luis se impuso por 2-0.

## Estadísticas
Para confeccionar esta tabla se toman en cuenta todos los partidos oficiales reconocidos por la ACF y la ANFP. Cuando un partido es definido por penales, se otorga el resultado saliente de los 90 minutos de juego (o 120 minutos si hubo prórroga), más allá del ganador final, y no se agregan a la tabla de goles los tantos convertidos en la definición. 
| Torneo                            | Partidos Jugados | Partidos Ganados SL | Partidos Empatados | Partidos Ganados ULC | Goles SL | Goles ULC |
| --------------------------------- | ---------------- | ------------------- | ------------------ | -------------------- | -------- | --------- |
| Primera División                  | 18               | 7                   | 3                  | 8                    | 19       | 21        |
| Primera B / Segunda División      | 54               | 22                  | 18                 | 14                   | 66       | 63        |
| Tercera División                  | 22               | 6                   | 8                  | 8                    | 23       | 27        |
| Copa Chile (Polla Gol, DIGEDER)   | 23               | 13                  | 6                  | 4                    | 44       | 22        |
| Copa Apertura de Segunda División | 8                | 3                   | 2                  | 3                    | 11       | 11        |
| Total                             | 125              | 51                  | 37                 | 37                   | 163      | 145       |

- Los partidos jugados en Primera B y Segunda División son la misma categoría, no confundir con la actual Segunda División Profesional, que equivale a la tercera categoría.
- Los partidos jugados en Tercera División eran partidos de categoría amateur.
- Los partidos de Copa Polla Gol y Copa DIGEDER equivalen a partidos de Copa Chile.

## Últimos partidos oficiales
| Torneo                              | Local           | Visitante       | Fecha      | Resultado | Estadio                          |
| ----------------------------------- | --------------- | --------------- | ---------- | --------- | -------------------------------- |
| Copa Chile 2013-14                  | Unión La Calera | San Luis        | 17.07.2013 | 0-1       | Nicolás Chahuán Nazar, La Calera |
| Copa Chile 2015                     | San Luis        | Unión La Calera | 12.07.2015 | 1-1       | Lucio Fariña Fernández, Quillota |
| Copa Chile 2015                     | Unión La Calera | San Luis        | 19.07.2015 | 0-3       | Nicolás Chahuán Nazar, La Calera |
| Apertura 2015/16 (Primera División) | Unión La Calera | San Luis        | 07.11.2015 | 0-2       | Nicolás Chahuán Nazar, La Calera |
| Clausura 2015/16 (Primera División) | San Luis        | Unión La Calera | 10.04.2016 | 3-1       | Lucio Fariña Fernández, Quillota |
| Copa Chile 2016                     | Unión La Calera | San Luis        | 09.07.2016 | 2-2       | Lucio Fariña Fernández, Quillota |
| Copa Chile 2016                     | San Luis        | Unión La Calera | 16.07.2016 | 2-1       | Lucio Fariña Fernández, Quillota |
| Primera División 2018               | San Luis        | Unión La Calera | 12.05.2018 | 1-2       | Lucio Fariña Fernández, Quillota |
| Primera División 2018               | Unión La Calera | San Luis        | 27.10.2018 | 0-1       | Lucio Fariña Fernández, Quillota |
| Copa Chile 2025                     | San Luis        | Unión La Calera | 27.01.2025 | 0-1       | Lucio Fariña Fernández, Quillota |
| Copa Chile 2025                     | Unión La Calera | San Luis        | 11.05.2025 | 0-0       | Nicolás Chahuán Nazar, La Calera |

## Mayores Goleadas

### San Luis
| Fecha      | Torneo           | Resultado                    |
| ---------- | ---------------- | ---------------------------- |
| 17/08/1958 | Segunda División | San Luis 4-3 Unión La Calera |
| 21/04/1974 | Copa Chile       | San Luis 6-1 Unión La Calera |
| 27/07/1975 | Segunda División | San Luis 4-0 Unión La Calera |
| 01/12/1985 | Primera División | San Luis 4-3 Unión La Calera |
| 12/06/1988 | Copa DIGEDER     | San Luis 7-0 Unión La Calera |
| 11/10/1998 | Tercera División | San Luis 5-1 Unión La Calera |
| 09/05/2009 | Primera B        | San Luis 5-0 Unión La Calera |

### Unión La Calera
| Fecha      | Torneo           | Resultado                    |
| ---------- | ---------------- | ---------------------------- |
| 29/11/1959 | Copa Chile       | Unión La Calera 4-2 San Luis |
| 16/06/1996 | Tercera División | Unión La Calera 4-0 San Luis |
| 15/12/1996 | Tercera División | San Luis 2-4 Unión La Calera |
| 10/09/2006 | Primera B        | Unión La Calera 4-1 San Luis |
| 17/02/2008 | Primera B        | Unión La Calera 5-0 San Luis |